# Фест (историк)
Фест (лат. Féstus) — позднеримский историк и высокопоставленный чиновник IV в. н. э. (? — ок. 380).

## Биография
Точные даты жизни Феста неизвестны. Из современных Фесту источников следует, что местом его рождения был г. Тридент в римской провинции Реции и что будущий историк был выходцем из незнатных провинциальных слоёв.
Впоследствии Фест оказался в ближайшем окружении Максимина — будущего префекта претория Галлии в 371 — 376 гг., что позволило ему сделать успешную чиновничью карьеру.
В 365 (или 368) г. Фест был назначен консуляром Сирии. Вскоре (ок. 369 г.) он получил должность секретаря (magister memoriae) при императоре Валенте (364—378).
В 372 г. Фест был назначен на пост проконсула Азии, который, по всей видимости, занимал до 378 г.
После гибели Валента в битве при Адрианополе в 378 г. Фест был смещён со своей должности, и против него были выдвинуты обвинения, но, видимо, в результате встречи Феста с новым императором Феодосием (379 — 395) все обвинения с бывшего проконсула были сняты. После этого Фест вернулся в Эфес — свою резиденцию в Азии, где вскоре (вероятно, в январе 380 г.) умер, поскользнувшись и разбившись о ступени храма Немезиды.

## Личность Феста в оценке античных и средневековых авторов
Исходя из данных Аммиана Марцеллина — главного источника по биографии Феста, — в жизни Феста можно выделить два этапа:
- до 372 г. (до назначения проконсулом Азии);
- после 372 г. (пребывание в указанной должности).

На первом этапе Фест, как отмечает Аммиан, «оставил доказательства своей мягкости и уважения к законам».
Однако, находясь под влиянием Максимина, известного своей жестокостью и при этом добившегося префектуры, после вступления в должность проконсула Азии Фест меняет характер своего поведения: «Словно актер, вдруг сменивший маску, воспылав страстью вредить другим, он стал выступать со злыми выслеживающими глазами, предполагая, что тотчас достигнет префектуры, если и сам запятнает себя казнями невиновных. Он совершил много различных жестоких, выражаясь мягко, проступков…». Аммиан Марцеллин так описывает жестокие поступки Феста:
Некоего философа Керания, человека заслуженного, он замучил пытками до смерти лишь за то, что в личном письме к жене тот сделал приписку по-гречески: «А ты думай, да не забудь набить подушку» — это обычная поговорка, когда обращают внимание собеседника на какое-либо более важное дело.
Одну простую старуху, которая умела лечить перемежающуюся лихорадку невинным заговором, он казнил как преступницу, хотя она с его ведома и по его приглашению вылечила его собственную дочь.
В бумагах одного почтенного горожанина, которые было приказано просмотреть по какому-то делу, отыскался гороскоп некоего Валента. Привлеченный к ответственности, он протестовал против клеветы, когда его упрекали в том, что он осведомлялся о гороскопе государя, давал обещание с полной достоверностью свидетельств доказать, что у него был брат Валент, который давно уже умер. Но не стали ожидать выяснения истины, и он был замучен на пытке.
В одной бане увидели юношу, который прикасался к мраморной облицовке пальцами обеих рук, каждым по очереди, и затем к своей груди и пересчитывал при этом семь гласных букв (греческой азбуки), считая это целебным средством против боли желудка. Его отвели в суд и после пыток отрубили голову.
Ещё более негативно оценивает деятельность Феста на посту проконсула Азии Евнапий, который называет его «кровожадным человеком с душою мясника».
Схожую характеристику Фесту даёт Зосим, отмечающий, что тот «не оставил в живых ни одного образованного человека», а «остальных заставил бежать из страны».

## Сочинение Феста
Феста принято отождествлять с автором небольшого исторического сочинения, известного под названием «Бревиарий деяний римского народа» (Breviarium rerum gestarum populi Romani). В одном из манускриптов «Бревиария» говорится о том, что это сочинение написано неким Фестом, имевшим титул vir clarissimus и занимавшим должность magister memoriae при императоре Валенте. Данное упоминание и является, по сути, единственным основанием считать Феста автором «Бревиария». Тем не менее, этой точки зрения придерживается большинство исследователей.
В некоторых рукописях автор «Бревиария» назван Руфом Фестом, однако этот вариант имени Феста встречается только в манускриптах низкого качества, и потому, как правило, не вызывает доверия у исследователей. Существовало также предположение, что Фест — автор «Бревиария деяний римского народа» — и Руф Фест Авиен — римский поэт, автор поэм «Descriptio orbis terrae» («Описание Земли») и «Ora maritima» («Морские берега») — одно и то же лицо, однако к настоящему времени эта гипотеза отвергнута как несостоятельная.
Вероятно, «Бревиарий» был завершён Фестом в 369 г. и адресован императору Валенту. В то же время в некоторых манускриптах встречается указание на то, что «Бревиарий» был написан для Валентиниана I (321—375) — современного Валенту правителя западной части Римской империи. Чаще всего считается, что это — ошибка, однако существует мнение о том, что Фест мог одно и то же произведение адресовать сразу двум императорам с целью добиться расположения обоих.
Сочинение Феста охватывает всю историю Римского государства — от основания города Рима до современной автору эпохи (369 г.) и состоит всего лишь из 30 небольших глав (в современном издании — не более, чем по одной странице каждая). По этой причине повествование носит очень сжатый характер. В основном автор описывает внешнеполитические события, в первую очередь — завоевания Римом соседних стран и народов. Хотя в целом «Бревиарий» Феста оценивается как очень низкое по качеству историческое сочинение, тем не менее, в нём иногда содержится весьма ценная информация по политической, административной и военной истории Поздней Римской империи.

## Издания и переводы сочинения Феста
- Breviarium rerum gestarum populi Romani ad Valentinianum Augustum ad mm. ss. Codices Vaticanos, Chisianos, aliosque emendatum. – Romae, 1819.
- Rufi Festi breviarium rerum gestarum populi Romani / Ed. W. Foerster. – Vindobonae, 1874.
- Festi Breviarium rerum gestarum populi Romani / Ed. C. Wagener. – Lipsiae; Pragae, 1886.
- The Breviarium of Festus. A critical edition with historical commentary / Ed. J.W. Eadie. – London, 1967.
- Festus. Abrégé des hauts faits du peuple romain / Texte établi et traduit par M.-P. Arnaud-Lindet. – XLIV. – 124 p. ISBN 978-2-251-01380-0
- Секст Руф. Бревиарий о победах и провинциях римского народа: [Отрывок] / Пер. Т.И. Кузнецовой // Памятники поздней античной научно-художественной литературы. – М., 1964. – С. 338 – 341.